# 1068 до н. е.

## Події
- в Афінах вперше обрано архонтів.

## Померли
- Кодр — цар іонійців, останній цар Аттики, син Меланта.